# 馬赫什布爾烏帕齊拉
馬赫什布爾乌帕齐拉是孟加拉国切尼達縣的一个乌帕齐拉，位於庫爾納专区的切尼達縣。。

## 人口
據1991年孟加拉國人口普查，馬赫什布爾共有戶數41,995戶，人口296248人。其中男性佔比51.22%，女性佔比48.78%；成年人口140,389人。該地7歲以上人口之平均識字率為22.2%，低於全國平均值（32.4%）。